# Ottavia Fusco
Ottavia Fusco (Asti, 19 gennaio 1967) è un'attrice teatrale e cantante italiana.

## Biografia
Trasferitasi a Roma nel 1985 al termine degli studi liceali a Torino, trascorre i primi anni nella capitale perfezionando la sua tecnica attoriale e conducendo trasmissioni radiofoniche per la Rai, tra cui La Coppa del Jazz 1985 su RaiStereoUno.
Il suo primo spettacolo è al Teatro Cometa di Roma, Kabaret tedesco Wunderbar diretto da Patrick Rossi-Castaldi. Nel 1990 recita in un altro spettacolo sul cabaret francese intitolato le Chat Noir (diretto da Nelo Risi) ma solo nel 1991 ottiene il ruolo di protagonista in Tamara, La Femme d'or. Interpreta quindi Recitals di Canzoni, in gara nel festival di Lodi e di Spoleto.
Nel 1996 nasce un sodalizio artistico con Andrea Liberovici, col quale fonda la Compagnia Teatro del suono. Con Liberovici fece altri numerosi spettacoli teatrali: Rap; Sonetto, un travestimento shakespeariano; Machbeth Remix (prodotto dal Festival dei Due Mondi 1998); Frankenstein Cabaret (al Festival internazionale di Marsiglia); 64-in scena (nel quale recita accanto a Judith Malina all'Auditorium di Radio France a Parigi); Sei personaggi.com; Elektronic lied (al Festival internazionale di Parigi); In concerto per Roma (nel quale recita accanto a Giorgio Albertazzi e Uto Ughi); Cleopatra muore (con testi di Vittorio Sgarbi); Meditazione davanti a un Buddha (con testi di Alain Elkann).
Partecipa anche a due film per il cinema: Ti amo Maria, nel 1997 e Biuti Quin Olivia (2002), nel quale interpreta la parte di una psicologa.
Nel 2002 interpreta la favola musicale Pierino e il lupo e il melologo La Pisanella. L'anno successivo è protagonista con Lina Wertmüller nel recital-spettacolo Peccati d'allegria. Nel 2004 è protagonista del monologo Lettera al padre con la regia di Pasquale Squitieri, nel 2005 interpreta l'opera musicale Giuseppina Verdi scritta da Dacia Maraini. Nel 2006 è regista e interprete del monologo Nella buona e nella cattiva sorte e partecipa allo spettacolo Piazzale Loreto, venendo di nuovo diretta da Pasquale Squitieri. Nel 2007 viene invece diretta da Giorgio Albertazzi nell'opera musicale Titania la Rossa.
Nel 2009 insieme ad altri attori teatrali è sul palco del Teatro Stabile di Genova dove canta anche pezzi scritti da grandi letterali. Sempre nel 2009 è tra i protagonisti dell'ultimo spettacolo teatrale di Edoardo Sylos Labini chiamato Bang! Bang!.
Con Sgabri e Squitieri partecipa alla manifestazione CortinaIncontra dal 27 dicembre al 5 gennaio come rappresentanti della cultura italiana. Il 22 maggio del 2011 partecipa allo Shambala benefico organizzato dalla critica d'arte Marta Marzotto interpretando una delle poesie dedicate a Marta Marzotto da Renato Guttuso.
Il 9 luglio del 2011 presenta al Villa Celimontana Festival, Imaginaples (Napoli incontra il mondo) un concerto a due voci con Enzo Decaro, con arrangiamenti di Cinzia Gangarella. Dal 22 maggio 2012 è nel cast di Un brindisi per Piero, spettacolo dedicato a Piero Ciampi, con Ernesto Bassignano e Max Manfredi. Dallo spettacolo nasce anche un album Reinciampando vol 1. Nel novembre dello stesso anno partecipa con un contributo video  a Parental Advisory: adult content con i testi di Riccardo Reim.
Nel 2013 interpreta la Tereshkova, prima donna nello spazio, nell'opera Infinity, diretta da Ruggero Cappuccio, con musiche di Franco Battiato.
Nella stagione 2017-2018 ha l'opportunità di recitare insieme a Claudia Cardinale in teatro, nella commedia di Neil Simon La strana coppia, rivisitata in chiave femminile, per la quale ottiene il Premio Flaiano all'interpretazione nel 2018.
Alla fine del 2021 presenta il libro Nu piezzo e vita. Il mio amore per Pasquale, lettera per lettera, in collaborazione con Barbara Alberti, opera basata sulla vita di Pasquale Squitieri.

## L'attività canora
Tra il 2008 e il 2009 Ottavia Fusco è ospite a Sanremo dove canta Habanero. Dopo questo incide il suo primo album Gli anni zero con varie collaborazioni quali: Aldo Nove, Nanni Balestrini, Umberto Eco, Giorgio Albertazzi, Andrea Pinketts, Dacia Maraini, Federico Moccia, Ennio Cavalli, Romano Battaglia, Edoardo Sanguineti, Lina Wertmüller, Patrizia Cavalli, Magdi Cristiano Allam, Giordano Bruno Guerri, Paola Veneto, Pasquale Squitieri, Alejandro Jodorowsky, Marianne Costa, Cinzia Gangarella. Tra il 2008 e il 2009 tiene un Tour dal nome "Gli anni zero" tour 2008/09.
Nel 2007 fu scartato al Festival di Sanremo il brano Habanero col quale si presentava, scritto da Edoardo Sanguineti.
Nel 2009 fu scartato al Festival di Sanremo il brano Come Cleopatra col quale si presentava, scritto da Vittorio Sgarbi per lo spettacolo Cleopatra muore, che sarebbe andato in scena dopo il festival.

## Discografia

### Album
- Gli anni zero (2008)
- Bang! Bang! (2009)
- Reinciampando vol 1 (2012)
- So goodbye (2014)

### Singoli
- Habanero (2008)
- Facile Facile (2008)
- Gli anni zero  (2008)
- Come Cleopatra (2009)

## Filmografia
- Ti amo Maria, regia di Carlo delle Piane (1997)
- Biuti Quin Olivia, regia di Federica Martino (2002)
- L'inverno, regia di Nina Di Majo (2002)
- L'altro Adamo, regia di Pasquale Squitieri (2014)

## Teatro
- Chat Noir (1990)
- Tamara, La Femme d'or (1991)
- Rap  (1996)
- Elektronic lied (1996)
- In concerto per Roma (1996)
- Meditazione davanti a un Buddha (1996)
- Machbeth Remix (1998)
- 64 (2000)
- Sei personaggi.com (2001)
- Sonetto, un travestimento shakespeariano (2001)
- Cleopatra muore (2001)
- Frankeinstein Cabaret (2002)
- Pierino e il lupo (2002)
- La Pisanella (2002)
- Peccati d'allegria (2002)
- Lettera al padre (2004)
- Giuseppina Verdi (2005)
- Nella buona e nella cattiva sorte (2006)
- Piazzale Loreto (2006)
- Titania la Rossa (2007)
- Bang! Bang! (2009)
- Gli anni zero (2009)
- Le più belle chanson (2010)
- Imaginaples (2011)
- Un brindisi per Piero (2012)
- Parental Advisory: adult content  (2012)
- Infinity (2013)
- La strana coppia (2017-2018)

## Premi e riconoscimenti
- Premio Flaiano sezione teatro[13]
  - 2018 - Premio speciale